# Piratska obala
Piratska obala (engl. Pirate Coast) je povijesni naziv koji se od 17. stoljeća do ranih 1820-ih godina koristio za obalu današnjih Ujedinjenih Arapskih Emirata. Piratstvo na jugoistočnim obalama Perzijskog zaljeva procvalo je zbog političkog vakuuma proizišlog iranskom pobjedom nad Portugalom koji je ostao uskraćen za sve kolonije u Perzijskom zaljevu, a u piratskoj ulozi našli su se vehabijski Arapi kojima je razvedena obala s pličinama pružala idealno utočište. Kroz 17. i 18. stoljeće nanizali su se piratski napadi na lokalne iranske i omanske flote odnosno na europske brodove koji su plovili obalama sjevernog Indijskog oceana, što je 1809. godine nagnalo Britansku istočnoindijsku kompaniju organizirati veliku vojnopomorsku ekspediciju. Usprkos britanskom uspjehu i uništenju 80 piratskih brodova, napadi su se nastavljali i dalje ali u manjoj mjeri nego ranije. Godine 1820. Britanci su se odlučili na sklapanje primirja s lokalnim šeicima što će u konačnici rezultirati uspostavom protektorata koji se održao sve do 1971. godine kada se osamostaljuju UAE. Neposredno nakon sklapanja sporazuma s početka 19. stoljeća, Piratska obala počela se nazivati Obalom primirja (engl. Trucial coast).